# Сульфид германия(II)
Сульфид германия(II) — бинарное неорганическое соединение металла германия и серы с формулой GeS, серо-чёрные с красным оттенком кристаллы, не растворимые в воде.

## Получение
- Сплавление германия и серы:

{\displaystyle {\mathsf {Ge+S\ {\xrightarrow {1000^{o}C}}\ GeS}}}
- Пропускание сероводорода над металлическим германием:

{\displaystyle {\mathsf {Ge+H_{2}S\ {\xrightarrow {600-800^{o}C}}\ GeS+H_{2}}}}
- Пропускание сероводорода через хлорид германия:

{\displaystyle {\mathsf {GeCl_{2}+H_{2}S\ {\xrightarrow {}}\ GeS+2HCl}}}
- Восстановление дисульфида германия водородом:

{\displaystyle {\mathsf {GeS_{2}+H_{2}\ {\xrightarrow {350-400^{o}C}}\ GeS+H_{2}S}}}
- Нагреванием дисульфида германия с металлическим германием в инертной атмосфере:

{\displaystyle {\mathsf {GeS_{2}+Ge\ {\xrightarrow {T}}\ 2GeS}}}

## Физические свойства
Сульфид германия(II) образует серо-чёрные с красным оттенком кристаллы ромбической сингонии, пространственная группа P nma, параметры ячейки a = 1,042 нм, b = 0,364 нм, c = 0,429 нм, Z = 4. Полупроводник типа «IV-VI».
Не растворим в воде, ПР = 3,0⋅10-35.

## Химические свойства
- Реагирует с кислотами:

{\displaystyle {\mathsf {GeS+2HCl\ {\xrightarrow {}}\ GeCl_{2}+H_{2}S\uparrow }}}
- Реагирует с щелочами:

{\displaystyle {\mathsf {GeS+2NaOH\ {\xrightarrow {}}\ Ge(OH)_{2}\downarrow +2Na_{2}S}}}
- Окисляется кислородом и горячей концентрированной азотной кислотой:

{\displaystyle {\mathsf {2GeS+2O_{2}\ \xrightarrow {800-1000^{o}C} \ GeO_{2}+SO_{2}}}}
{\displaystyle {\mathsf {GeS+10HNO_{3}\ \xrightarrow {t} \ GeO_{2}\downarrow +10NO_{2}\uparrow +H_{2}SO_{4}+4H_{2}O}}}
- Переводится в раствор полисульфидом аммония[1]:

{\displaystyle {\mathsf {GeS+(NH_{4})_{2}(S_{n})\ \xrightarrow {} \ (NH_{4})_{2}[GeS_{3}]+(n-2)S\downarrow }}}